# Хіастоліт

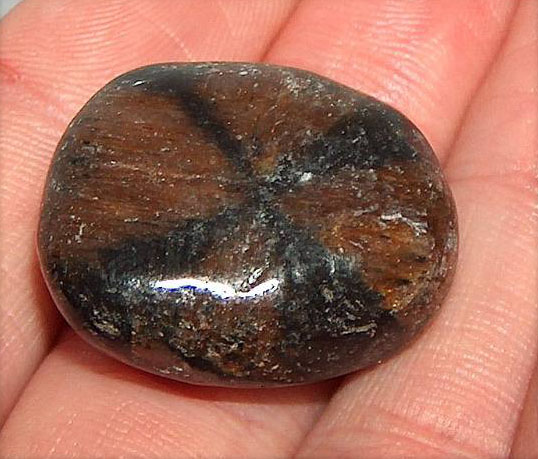

Хіастоліт (рос. хиастолит; англ. chiastolite; нім. Chiastolith m) — мінерал, червоно-коричневий різновид андалузиту. Від грецьк. «хіастос» — перехресний і «літос» — камінь (D.L.G.Karsten). 1800. Синоніми: говденіт, камінь пустотілий, хрестовик (хрестовий камінь), мараніт, стеаліт, хауденіт, шпат пустотілий.

## Опис
Спостерігається в глинистих сланцях у вигляді білих видовжених кристалів, звичайно порожнистих, іноді заповнених глинистою або вуглистою речовиною, включеннями графіту. У поперечному перерізі кристалічні включення утворюють чорний хрест на сірому або білуватому фоні. Порфіробласти у вузлуватих сланцях.

## Поширення
Знахідки: Гефріс (Фіхтель, Баварія, ФРН), Сантьяґо де-Компостелла (Галісія, Іспанія), Ла-Кароліна (Піренеї, Франція), Аннаба (Алжир), Говден (штат Південна Австралія), Забайкалля (Росія), Південна Австралія, Болівія, Чилі, Франція (Бретань), Іспанія (Галісія), США (штат Каліфорнія).